# Coup de foudre pour toujours
Pour plus de détails, voir Fiche technique et Distribution.
Coup de foudre pour toujours (titre original : Forever Lulu) est un téléfilm américain réalisé par John Kaye, diffusé en 2001.

## Synopsis
Lulu McAfee vit dans une institution spécialisée pour adultes. Un jour, elle décide de reprendre contact avec Ben, son ancien amour aujourd'hui remarié.Elle lui annonce qu'ils ont un fils de seize ans. Ensemble, ils partent retrouver cet adolescent.

## Fiche technique
- Titre original : Forever Lulu
- Réalisation : John Kaye
- Scénario : John Kaye
- Photographie : Dion Beebe
- Musique : Serge Colbert
- Production : Boaz Davidson, Abra Edelman, John Thompson, Diane Isaacs
- Société de distribution : Millennium Films, Artisan Entertainment
- Budget : $20 millions de dollars US
- Langue : anglais
- Genre : Romance
- Durée : 100 minutes
- Dates de sortie : 
  -  États-Unis : 3 mars 2001
  -  France : 5 février 2005 (Sortie directement en DVD)

## Distribution
- Patrick Swayze (VF : Eric Peter) : Ben Clifton
- Melanie Griffith : Lulu McAfee
- Penelope Ann Miller : Claire Clifton
- Joseph Gordon-Levitt : Martin Ellsworth
- Annie Corley : Millie Ellsworth